# Lieslaars

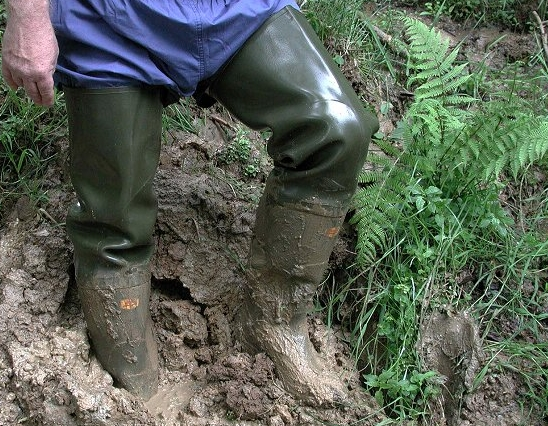
Lieslaarzen

Een lieslaars is een type laars van maximale lengte. De schacht eindigt direct onder de lies. Lieslaarzen worden gebruikt voor werkzaamheden in niet al te diep water, modder, mest en dergelijke. Zij worden vaak gebruikt door hengelaars en andere vissers, en ook door biologen en anderen in genoemde milieus hun bezigheden hebben. Een waadbroek wordt gebruikt voor werkzaamheden in nog dieper water.